# Шистерова, Дарья Евгеньевна
Дарья Евгеньевна Шистерова (16 февраля 1997, Пермский край, Россия) —  российская женщина-борец вольного стиля, призёр чемпионата России.

## Биография
Борьбой занималась в посёлке Полазна Пермского края, под руководством тренера Александра Уварова. В июне 2013 года в черногорском Баре, одолев в финале венгерку Риту Асзоди, стала чемпионкой Европы среди кадетов. В августе 2013 года в Сербском Зренянине стала бронзовым призёром юниорского чемпионата мира. В мае 2014 года в болгарском Самокове, проиграв в финале немке Николь Аманн стала серебряным призёром чемпионата Европы среди кадетов. В августе 2014 года одержала победу на Летних юношеских Олимпийских играх в китайском Нанкине, в финале она победила турчанку Тугбу Килик. В апреле 2015 года в Улан-Удэ одержала победу на юниорском чемпионате России, победила в финале Кристину Дудаеву. С 2016 года представляет Дагестан, занимается под руководством заслуженного тренера России Касума Насрудинова. В июне 2016 года в финале чемпионата Европы среди юниоров в Бухаресте, она одолела немку Франси Радельт, став победителем. В августе 2018 года в Смоленске завоевала бронзовую медаль чемпионата России. В марте 2019 года в сербском Нови-Саде, одолев в финале Айсегул Озбеге из Турции стала чемпионкой Европы среди молодёжи до 23 лет.

## Спортивные результаты
- Чемпионат Европы по борьбе среди кадетов 2013 — ;
- Чемпионат мира по борьбе среди кадетов 2013 — ;
- Чемпионат Европы по борьбе среди кадетов 2014 — ;
- Летние юношеские Олимпийские игры 2014 — ;
- Чемпионат Европы по борьбе среди юниоров 2015 — ;
- Чемпионат России по женской борьбе 2016 — ;
- Чемпионат Европы по борьбе среди юниоров 2016 — ;
- Чемпионат мира по борьбе среди юниоров 2016 — ;
- Чемпионат России по женской борьбе 2018 — ;
- Чемпионат Европы по борьбе среди молодёжи U23 2019 — ;
- Чемпионат Европы по борьбе 2019 — 9;